# Kundrathur
Kundrathur es una ciudad y municipio situada en el distrito de Kanchipuram en el estado de Tamil Nadu (India). Su población es de 54986 habitantes (2011).

## Demografía
Según el censo de 2011 la población de Kundrathur era de 54986 habitantes, de los cuales 27562 eran hombres y 27424 eran mujeres. Kundrathur tiene una tasa media de alfabetización del 86%, superior a la media estatal del 80,09%.